# Derecho penal internacional
El derecho penal internacional comprende todas las normas de derecho que directamente fundamentan, excluyen o de cualquier otro modo regulan una responsabilidad penal. En este sentido, los crímenes contra el derecho internacional son todos los que importan responsabilidad individual directa a partir del derecho internacional. Algunos autores utilizan la expresión «derecho penal internacional» en un sentido más amplio, que incluye no solo los aspectos penales del derecho internacional, particularmente relacionado con los crímenes contra el derecho internacional, sino también los aspectos internacionales del derecho penal doméstico, especialmente en lo relativo a reglas domésticas sobre la jurisdicción sobre crímenes con un elemento extranjero. El derecho penal es la rama del derecho público que regula la potestad punitiva
Se definen los crímenes internacionales (principalmente, genocidio, crimen de guerra, crímenes contra la humanidad y crimen de agresión) y regula el funcionamiento de los tribunales competentes para conocer de los casos en los que los individuos incurran en responsabilidad penal internacional, imponiendo las sanciones que correspondan. El surgimiento de esta rama supone una importante evolución respecto del Derecho internacional clásico, que era esencialmente interestatal y no consideraba a la persona como sujeto de Derecho internacional. Las normas de derecho penal internacional pueden ser aplicadas por tribunales domésticos e internacionales. La responsabilidad individual es independiente de la responsabilidad internacional del estado.
El principal órgano del Derecho Penal Internacional es la Corte Penal Internacional, el primer tribunal de justicia penal internacional permanente, creado en 1998 a través del Estatuto de Roma. La Corte tiene sede en La Haya.

## Historia
Se encuentran algunos precedentes del derecho internacional penal antes de la Primera Guerra Mundial. No obstante, es tras esta guerra cuando se plantea la creación de un auténtico tribunal penal internacional que enjuiciaría a los responsables de crímenes cometidos durante el conflicto. Así lo previó la Parte Séptima del Tratado de Versalles de 1919 para juzgar al Káiser Guillermo II de Alemania; pero los Países Bajos ofrecieron asilo al emperador, lo que frustró la iniciativa.
Tras la Segunda Guerra Mundial, las potencias aliadas acordaron, en virtud de la Carta de Londres, la constitución de un tribunal que juzgaría no sólo crímenes de guerra, sino también los crímenes contra la humanidad cometidos bajo el régimen Nazi. Los conocidos como juicios de Núremberg comenzaron el 20 de noviembre de 1945, y se dictó sentencia el 30 de septiembre y el 1 de octubre de 1946. También se creó un tribunal similar para los crímenes de guerra japoneses, el Tribunal Penal Militar Internacional para el Lejano Oriente, que operó entre 1946 y 1948.
Los principios que inspiraron los juicios de Núremberg tuvieron una relevancia fundamental en la conformación del Derecho internacional penal. La resolución 95 (I) de la Asamblea General de las Naciones Unidas, de 11 de diciembre de 1946, reconoció los principios formulados en la Carta de Londres y las sentencias del Tribunal de Núremberg. Asimismo, solicitó al Comité de codificación de Derecho Internacional que fijara como asunto prioritario la redacción de un "Código Criminal Internacional" que concretara los delitos contra la paz y seguridad de la humanidad de acuerdo con los principios aplicados en Núremberg. Se planteó poco después la creación de un tribunal permanente, pero los trabajos quedaron finalmente paralizados.
La idea del Derecho internacional penal se reactivó en la última década del siglo XX. En 1993, como consecuencia de las violaciones de derechos durante las guerras yugoslavas, el Consejo de Seguridad de las Naciones Unidas acordó la creación de un Tribunal Penal Internacional para la ex Yugoslavia. En 1994, el genocidio de Ruanda provocó que se aprobara también la constitución del Tribunal Penal Internacional para Ruanda.
La Comisión de Derecho internacional había iniciado en 1993 los trabajos preparatorios para el establecimiento de una tribunal penal internacional de carácter permanente. En 1998 se firmó el Estatuto de Roma, que crea la Corte Penal Internacional (CPI).

## Antecedentes

### Holocausto
El holocausto es un tipo especial de genocidio que se practicó sobre algunos grupos, algunos de ellos fueron los judíos, homosexuales, testigos de Jehová, entre otros. Al tratar de enjuiciar a los nazis en los juicios de Núremberg de los actos perpetrados durante la Segunda Guerra Mundial pero sobre todo del holocausto no se les pudo acusar sobre el genocidio debido a que no estaba considerado en el derecho internacional pero fueron acusados crímenes de guerra, lesa humanidad y conspiración, aunque el polaco Raphael Lemkin alrededor del año 1943 ya había definido el término de genocidio pero no fue hasta 1946 cuando lo publicó en la revista American Scholar y en 1948 se aprobó la Convención de las Naciones Unidas sobre Genocidio.

Las Partes Contratantes,  

  Considerando que la Asamblea General de las Naciones Unidas, por su resolución 96 (I) de 11 de diciembre de 1946, ha declarado que el genocidio es un delito de derecho internacional contrario al espíritu y a los fines de las Naciones Unidas y que el mundo civilizado condena,
 Reconociendo que en todos los períodos de la historia el genocidio ha infligido grandes pérdidas a la humanidad,

  Convencidas de que para liberar a la humanidad de un flagelo tan odioso se necesita la cooperación internacional.

### Camboya
Durante el período de gobierno del Jemer Rojo, entre 1975 y 1979, se cometieron crímenes de lesa humanidad, de guerra, tortura, persecución política y exterminio.
Todos estos crímenes fueron el resultado de una política instrumentada por el Partido Comunista de Kampuchea, donde intentaba revolucionar a la sociedad camboyana haciéndola homogénea; donde se realizaron desplazamientos de comunidades urbanas donde realizaron trabajos forzados. Los anticomunistas o aquellos que no encajaban con el nuevo modelo de Camboya eran ejecutados.  
El difundir estos crímenes obliga a la comunidad internacional que estos no vuelvan a repetirse y que cada gobierno imparta justicia.
Durante el gobierno de Kmer Rouge, en el nombre de la revolución se colectivizó la producción y se abolió nos propiedad privada, los libros fueron confiscados o quemados; quedó prohibido toda manifestación religiosa y la libertad de expresión, de tránsito, asociación y empleo. 
Durante los años gobernados por el Jemer Rojo, se cometieron abusos sistemáticos a gran escala en contra de individuos y colectividades. 
Donde buscaba desarticular la estructura de la familia y los lazos comunitarios tradicionales por la vía del trabajo forzado. Los ataques en contra de los enemigos de la revolución debido a sus ideas políticas, condición social o etnia; donde se encontraban oficiales del régimen anterior, minorías étnicas, profesores y estudiantes, líderes religiosos. La suma de todas estas condiciones provocaron una población traumatizada, debilitada y desmoralizada por la destrucción de su tejido social.
El 30 de agosto de 1989, se llevó a cabo la Conferencia Internacional sobre Camboya en Francia. El 23 de octubre de 1991 en París, las cuatro facciones camboyanas junto con los representantes de 18 Estados miembros- Canadá, Estados Unidos, Japón, Vietnam, entre otros- firmaron tres compromisos de paz respecto a Camboya:
1. Acuerdo sobre un Arreglo Político Amplio del Conflicto de Camboya.
2. Acuerdo sobre la soberanía, la Independencia, la Integridad e Inviolabilidad Territoriales, la Neutralidad y la Unidad Nacional de Camboya.
3. Declaración sobre la rehabilitación y Reconstrucción de Camboya.

Estos tres compromisos proporcionaban un marco para el proceso de reconciliación nacional y una participación más intensa de la comunidad internacional y permitir el derecho  a la sociedad camboyana a determinar su futuro político mediante elecciones libres e imparciales, las cuales se organizarán y celebrarán por las Naciones Unidas en un ambiente neutral.
El 6 de junio de 2003, las Naciones Unidas firmaron un acuerdo con Camboya para crear cortes especiales con la finalidad de juzgar a los exlíderes del Jemer Rojo. El acuerdo reconoce que la Salas Extraordinarias de la Corte de Camboya (SECC), tendrán la misma la misma jurisdicción ratione materiae, sin embargo se vieron imposibilitadas debido a la coordinación entre el personal internacional del tribunal y la plantilla local, así como por falta de acuerdos en cuanto a la adopción de estándares procesales internacionales y de autonomía e independencia de los abogados defensores.

### Ruanda
La singularidad de la población de Ruanda, es la de estar habitada, por un único pueblo, el banyaruanda, el cual está dividido en tres grupos: batutsis (propietarios de rebaños), los bahutu (labores agrícolas) y los batwa (jornaleros y criados). Otra de las características es que poseen una población de alta densidad y poseer un territorio pequeño, lo cual es un elemento de tensión social respecto a los recursos, básicamente la tierra.
Se asegura que la principal causa del genocidio en Ruanda, se encuentra en el componente étnico. Donde la existencia de clases sociales,  la desigualdad de estas y la aplicación de prácticas discriminatorias por parte de la etnia batutsis-la aristocracia- respecto al resto del pueblo. En 1994 se llevó a cabo la revolución anti feudal que derivó en un etnocidio contra los batutsis.

### Yazidíes
El Genocidio Yazidí tiene antecedentes desde la caída de Saddam Hussein, la comunidad yazidí fue objeto de ataques reiterados. El yadísmo como religión, y sus creyentes, ya habían sido perseguidos en varias ocasiones por el Imperio Otomano del siglo XVI al XIX y también ha sido perseguida por los yihadistas en el Estado Islámico de Irak y el Levante desde la ofensiva en el norte de Irak de 2014. Los musulmanes fundamentalistas acusan a los yazidíes de adorar al demonio. El Genocidio Yazidí, es uno de los primeros genocidios del siglo XXI reconocido por la Comisión de investigación de la ONU. La Comisión Internacional Independiente, representada por Paulo Sérgio Pinheiro, fue nombrada por la ONU para investigar las atrocidades que se cometen en Siria, acusó al grupo terrorista ISIS de cometer genocidio contra la comunidad Yazidí. Para poderse afirmar que se había cometido genocidio se presentaron evidencias y testimonios que demuestran que los terroristas han cometidos crimines de guerra y de lesa humanidad. Pinheiro expresó:

“El genocidio se encuentra en marcha. Desde el día del ataque a Sinjar hasta hoy, el ISIS ha buscado de forma permanente eliminar a los Yazidíes a través del asesinato, la esclavitud, la tortura y otros tratos inhumanos y degradantes”

## Tribunales de Derecho internacional penal

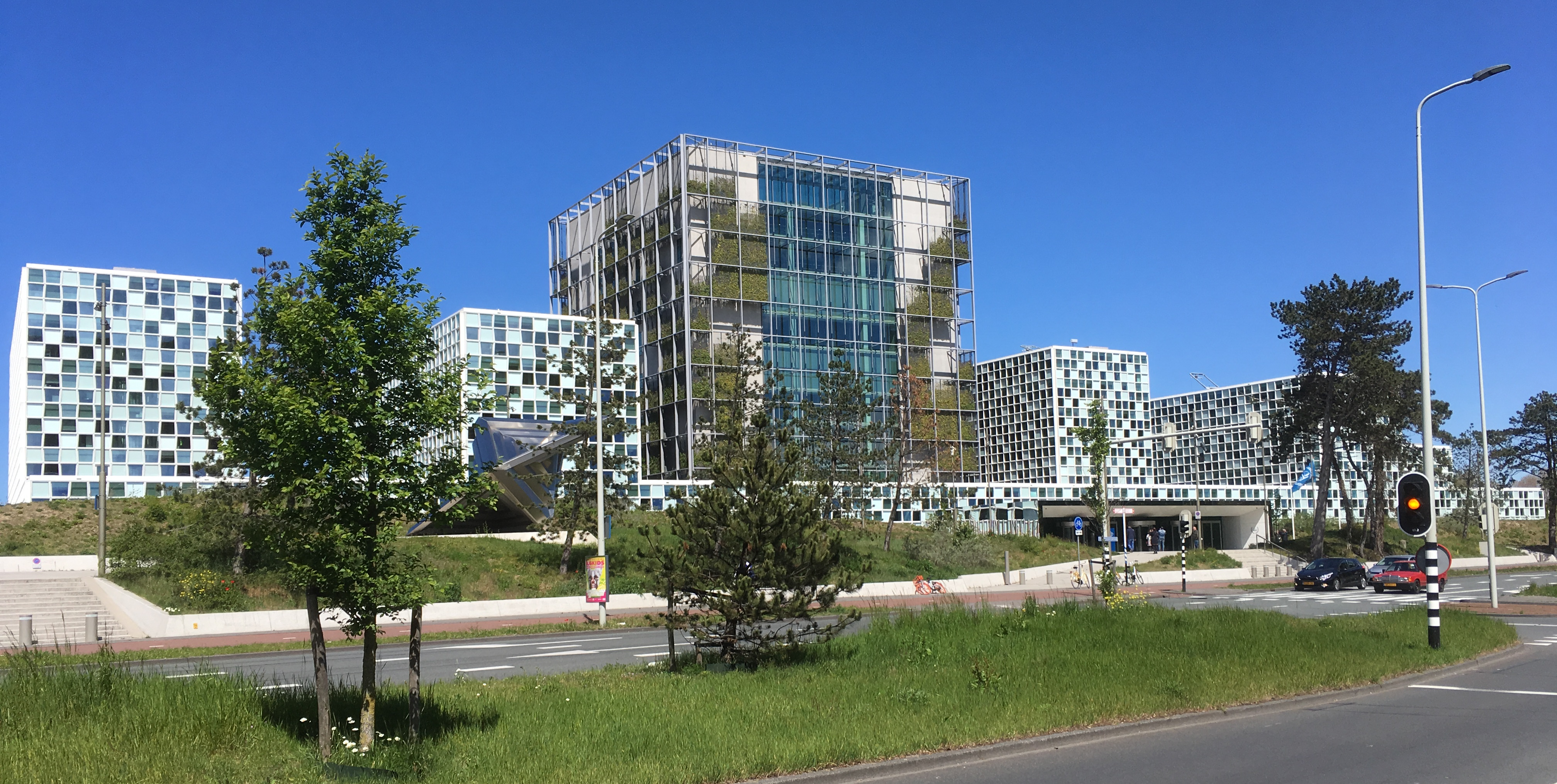
Edificio de la Corte Penal Internacional en La Haya.

Actualmente, el tribunal más importante en este ámbito es la Corte Penal Internacional, pero existen además otros tribunales creados ad hoc. Algunos son de carácter exclusivamente internacional, como el Tribunal Penal Internacional para la ex Yugoslavia o el Tribunal Penal Internacional para Ruanda. Otros son híbridos y están compuestos por jueces tanto nacionales como internacionales. Es el caso de la Cámara Extraordinaria en las Cortes de Camboya, que investiga los crímenes en Kampuchea Democrática, o el Tribunal Especial para Sierra Leona, encargado de enjuiciar los crímenes cometidos durante la guerra civil.

## Principales crímenes internacionales
La Corte Penal Internacional puede conocer de los siguientes crímenes internacionales:

### Genocidio
El genocidio obtuvo existencia legal, por primera vez, en 1948 cuando las Organización de las Naciones Unidas adoptaron la Convención para la Prevención y la Sanción del Delito de Genocidio que describía dicho delito en su artículo II. El concepto fue acuñado por Raphael Lemkin para tratar de definir los asesinatos masivos y sistemáticos del nacionalsocialismo durante la Segunda Guerra Mundial, quien usó la raíz griega "genos" que significa "raza" o "tribu" y el sufijo latino "cidio" que significa "asesinato". El tipo penal de genocidio adoptado en dicha convención fue luego replicado en el Estatuto de Roma en su artículo 6, el cual estatuye:

A los efectos del presente Estatuto, se entenderá por "genocidio" cualquiera de los actos mencionados a continuación, perpetrados con la intención de destruir total o parcialmente a un grupo nacional, étnico, racial o religioso como tal:

a) Matanza de miembros del grupo;
b) Lesión grave a la integridad física o mental de los miembros del grupo;
c) Sometimiento intencional del grupo a condiciones de existencia que hayan de acarrear su destrucción física, total o parcial;
d) Medidas destinadas a impedir nacimientos en el seno del grupo;
e) Traslado por la fuerza de niños del grupo a otro grupo.
Artículo 6. Estatuto de Roma de la Corte Penal Internacional.

## Crimen de Lesa Humanidad
Los crímenes de lesa humanidad o crímenes contra la humanidad son definidos como:

“el asesinato, exterminio, esclavitud, deportación y otros actos inhumanos cometidos en contra de cualquier población civil durante la guerra, persecución política, racial o religiosa en ejecución o relacionadas a cualquier crimen dentro de la jurisdicción del Tribunal (que son además: “crímenes contra la paz” o “crímenes de guerra”), estén o no violando las leyes de derecho local en el país donde son perpetrados.”

Muchos de los crímenes perpetuados durante la Segunda Guerra Mundial no estaban prohibidos por las leyes internacionales. Las Leyes de Guerra sólo justificaban acciones cometidas en contra de los enemigos. Durante este periodo,  los alemanes también actuaron de forma inhumana contra sus propios ciudadanos por razones políticas y raciales. 
La persecución política y racial tampoco estaba prohibida aun cuando se realizara en territorios ocupados. En octubre de 1943, los líderes de Estados Unidos, Reino Unido y la Unión Soviética firmaron la Declaración de Moscú donde acordaron que los responsables de los crímenes de guerra se enviarían a sus respectivos países para ser juzgados de acuerdo a sus propias leyes.
En agosto de 1945, estas mismas naciones junto a Francia firman el Estatuto de Londres del Tribunal Internacional Militar. Esta carta estableció al Tribunal como la instancia que llevaría los Juicios de Núremberg, el conjunto de procesos jurisdiccionales que determinaron las ofensas y sanciones de los adeptos al régimen nacionalsocialista de Adolf Hitler responsables de crímenes en contra de la humanidad durante este periodo. 
Los crímenes contra la humanidad son ofensas de odio que atentan contra la dignidad humana y busca la humillación o degradación de una o más personas. Estos eventos no son aislados o esporádicos sino que son parte de una política gubernamental o permitidos por el gobierno de un país.
Este tipo de actos pueden ser juzgados indistintamente en tiempos de guerra o de paz. Son acumulativos y se puede juzgar a un individuo por crímenes contra la humanidad si cometió uno o más.
De acuerdo al artículo 7 del  Estatuto de Roma de la Corte Penal Internacional, se comprenden como crimen en contra de la humanidad las siguientes acciones:

### Desaparición Forzada
La desaparición forzada es cualquier acto de aprehensión, detención o secuestro de personas realizada por el Estado o una organización política con su apoyo, autorización o consentimiento, sin admitir que han privado de la libertad a una persona, dar información sobre su paradero. La intención de este crimen es dejar a estas personas fuera del amparo de la ley por un periodo de tiempo.

### Desplazamiento forzado
Es el desplazamiento forzado o expulsión de un grupo de personas del territorio en el que habitan de forma legítima sin motivos autorizados por las leyes de derecho internacional. 

### Esclavitud
Es el ejercicio de los atributos del derecho de propiedad sobre una o más personas, incluyendo el tráfico de mujeres y niños en particular.

### Exterminio
Exterminio es la intención de erradicar una parte de la población a través de la imposición intencional de ciertas condiciones de vida o negarle el acceso a los alimentos, medicinas entre otras. 

### Genocidio
Es el asesinato o exterminación intencional de un grupo de personas. Fue concebido como un crimen aparte pero el Artículo 6 de la Carta del Tribunal ni el artículo II de la Ley n.º 10 del Consejo del Control Aliado lo exponía como una categoría aparte de los crímenes en contra de la humanidad. 

### Persecución
Consiste en privar de derechos fundamentales en contra del derecho internacional a un grupo de personas por su identidad con motivos políticos, raciales, étnicos, nacionales, culturales, religiosos, de género o cualquier otro motivo universalmente inaceptable de acuerdo a derecho. Puede relacionarse a cualquier otro acto dentro de la competencia de la corte. 

### Privación de la libertad
Se refiere a la privación de la libertad física o encarcelamiento de una persona violando las normas de derecho internacional. 

### Tortura
Provocar dolor o sufrimiento grave, físico o mental, de manera intencional a una persona bajo la custodia o control del acusado. No se reconoce como tortura el dolor o sufrimiento derivado o a consecuencia fortuita de sanciones lícitas. 

### Violencia sexual
Incluye cualquier tipo de violencia sexual incluyendo violaciones, esclavitud sexual, prostitución forzada, embarazo o esterilización forzada.

## Crimen de guerra
Los crímenes de guerra consisten en la violación del Derecho internacional humanitario, especialmente de las Convenciones de Ginebra u otros convenios internacionales, así como del derecho consuetudinario que exista al respecto.
El establecimiento de tribunales internacionales en 1993 y 1994 desencadenó la proliferación de jurisdicciones criminales internacionales como precursor de la Corte Criminal Internacional. En la década que siguió a su establecimiento muchos países emergían de guerras civiles de extrema brutalidad, en donde el genocidio, crímenes contra la humanidad o crímenes de guerra fueron cometidos a gran escala. 

## Delito de agresión
El antecedente del delito de agresión fue la definición de los "Crímenes contra la paz" llevada a cabo en 1945 en el Carta de Londres, en el que se describía tales delitos como "el  planteamiento,  la  preparación,  la  iniciación  o la  ejecución  de  una guerra  en  violación  de  tratados  internacionales,  acuerdos  y  seguridades  o la  participación  en  un  plan  común  o  en  una conspiración  para  ejecutar cualquiera de los actos precedentes", lo que llevó a poder juzgar este tipo de actos durante los juicios de Núremberg.
Si bien, en la primera redacción del Estatuto de Roma de 1998 (artículo 5.1.d), el delito de agresión fue reconocido como uno de los crímenes dentro de la competencia de la Corte Penal Internacional para juzgar, no obstante, su definición quedó pendiente y, con ello, también la capacidad de la corte de ejercer su jurisdicción al respecto. No fue sino hasta el año 2010, durante la Conferencia de Revisión del Estatuto de Roma en Kampala, Uganda, cuando dicha definición se creó en donde se aprobó la resolución RC/Res.6 que incorporó un artículo 8 bis al estatuto definiendo el delito de agresión. Sin embargo, uno de los acuerdos de la Conferencia de Kampala fue que la Corte Penal Internacional no podría ejercer su jurisdicción sino hasta el 1 de enero de 2017.

Artículo 8 bis. 
Crimen de agresión

1. A los efectos del presente Estatuto, una persona comete un “crimen de agresión” cuando, estando en condiciones de controlar o dirigir efectivamente la acción política o militar de un Estado, dicha persona planifica, prepara, inicia o realiza un acto de agresión que por sus características, gravedad y escala constituya una violación manifiesta de la Carta de las Naciones Unidas.

2. A los efectos del párrafo 1, por “acto de agresión” se entenderá el uso de la fuerza armada por un Estado contra la soberanía, la integridad territorial o la independencia política de otro Estado, o en cualquier otra forma incompatible con la Carta de las Naciones Unidas. [...]
Resolución RC/Res.6. del 11 de junio de 2010